# 达格玛·萨伦
达格玛·萨伦（瑞典語：Dagmar Salén，1901年5月22日—1980年12月20日），瑞典前女子帆船运动员。她曾代表瑞典参加1936年夏季奥林匹克运动会帆船比赛，获得6米级铜牌。